# Spectrobes: Le origini
Spectrobes: Le origini (化石超進化 スペクトロブス：オリジンズ?, Kaseki chōshinka Supekutorobusu: Orijinzu, lett. "Super-evoluzione fossile Spectrobes: Origins") è un videogioco del genere Action RPG per la console Nintendo Wii sviluppato dalla Genki e pubblicato dalla Disney Interactive Studios annunciato in Giappone in occasione del lancio di Spectrobes: Oltre i portali.
È il terzo ed ultimo episodio della serie creata da Kentaro Hisai e si tratta del primo ad essere sviluppato per la console Nintendo Wii.

## Trama
Dopo la sconfitta subita, Krux torna all'attacco con il suo esercito di Krawl. Stavolta viene attaccato un remoto sistema stellare di nome Kaio in cui vi è un pianeta simile alla Terra di nome Wyterra. Un anziano del posto, Radese, ricorda una profezia che narra di un prode maestro Spectrobe che sconfiggerà le armate del male.
Intanto Rallen e Jeena vengono risucchiati da un portale e raggiungono Kaio. Dopo aver recuperato le cinque reliquie di Kaio, Rallen e Jeena raggiungono Krux nella Krawlosfera e lo mettono fuorigioco definitivamente. Krux, sconfitto, precipita in un baratro senza fondo. Con la sua sconfitta il pianeta diviene instabile e, mentre Jeena torna alla nave, Rallen raggiunge il cuore del nucleo della Krawlosfera e lo annienta con il Geo di Kaio. Tempestivamente Jeena riesce a salvare Rallen prima che il pianeta collassi. Ora i Krawl sembrano essere definitivamente sconfitti.

## Pianeti
- Wyterra: Primo pianeta in cui Rallen e Jeena si imbatteranno in questa nuova avventura. È il principale pianeta del sistema di Kaio ed è densamente popolato. È molto simile alla Terra. I luoghi sicuramente più importanti del posto ai fini della trama sono il Villaggio Fortezza e il Monte del Risveglio, sulla cui sommità si trova l’omonima fonte.
- Bahmud: Pianeta vulcanico in cui sono presenti delle rovine all'interno delle quali si nasconde una reliquia.
- Slayso: Pianeta plasmato da forti correnti di vento in cui sorge un'altissima torre costruita per ricordare le vittime della grande guerra contro i Krawl. Sulla sommità si trova una reliquia.
- Menahat: Pianeta in cui si è svolta la grande guerra contro i Krawl. Era il pianeta principale del sistema di Kaio, popolato da fiorenti civiltà prima che la guerra lo trasformasse nella landa desolata che è ora. Nel deserto si trovano 7 blocchi di rovine che fungono da trappola per un antico Krawl, inoltre è l’ubicazione di una reliquia e di uno Spectrobe unico nel suo genere, Pegatinum.
- Doldogo: Pianeta ricoperto da una fitta vegetazione. Anche qui sono presenti delle rovine contenenti una reliquia, proprio sotto "l'Albero Della Vita”, venerato dalla popolazione locale.
- Kogoeria: Pianeta totalmente ghiacciato. Luogo delle rovine congelate, dove è custodita una delle 5 reliquie. L’unico insediamento umano del pianeta sembra essere il campo di Kamtoga, un anziano maestro spectrobe. Sarà lui a darvi la chiave per prendere le armi leggendarie.
- Krawlosfera: Non è un vero pianeta ma una gigantesca massa di Krawl condensati. Pullula di Krawl e sarà questo il luogo in cui si terrà la battaglia finale contro Krux.

## Caratteristiche
Il videogioco è dotato di grafica 3D con una visuale in terza persona, un nuovo motore di gioco e nuovi sistemi stellari da esplorare. Sono stati introdotti oltre 50 nuovi Spectrobes.